# 瀧澤樹
瀧澤 樹（たきざわ いつき、8月1日 - ）は、日本の男性声優、舞台俳優。埼玉県出身。

## 人物
以前はプロダクション・エースに所属していた。
趣味・特技は料理、散策。
資格は普通免許、剣道1級。

## 出演作品
※太字はメインキャラクター

### テレビアニメ
2007年
- 遊戯王デュエルモンスターズGX（オサム）

2009年
- キディ・ガーランド（ゾマ[3]）
- そらのおとしもの（男子A、黒服2、男、町の人、シナプス人2、警備員）

2010年
- おまもりひまり（憑依妖怪、客、妖、男子生徒）
- FORTUNE ARTERIAL 赤い約束（男子、男子生徒）

2011年
- いつか天魔の黒ウサギ（生徒）
- これはゾンビですか?（下村、生徒、店員、研究員、男子生徒、配達員）
- 世界一初恋（アナウンス、店員）
- マケン姫っ!（男子生徒）

2012年
- Another（男子）
- エリアの騎士（大月竜兵）
- これはゾンビですか? オブ・ザ・デッド（下村）
- えびてん 公立海老栖川高校天悶部（生徒男2）

### 吹き替え
- チャームド 〜魔女3姉妹〜 ファイナル・シーズン（スピード）
- HAWAII FIVE-0
- ビクトリアス
- フレネミーズ
- モーターシティ（ダー・ゴルディ）

### ラジオドラマ
- 日時計（星）
- （三ツ矢3＋日高3）2＝!?（ナレーション）

### ドラマCD
- SUPER LOVERS（佐々木郁芳）

### 舞台
- ご都合主義で行こう part2-へっぴり腰で行こう!
- 太紀ちゃん祭り（松野太紀デビュー30周年記念公演）
- 不思議の国のカーニバル（裏辺冬樹）
- オーバー・ザ・ピンクレインボウ（宗助）
- 僕のロミオ 僕のジュリエット（Aジ）
- HAKKENDEN 2005（犬坂智史）
- 劇団大富豪特別公演 「Cage.」（2010年3月24日 - 3月28日、中野ザ・ポケット）